# Jeff Alexander
Jeff Alexander (Seattle, 2 luglio 1910 – Whidbey Island, 23 dicembre 1989) è stato un compositore e direttore d'orchestra statunitense.
Ha composto musiche per film e serie televisive, tra cui: Il delinquente del rock and roll, Le ali delle aquile e The Lieutenant.

## Filmografia parziale

### Cinema
- Donne verso l'ignoto (Westward the Women), regia di William A. Wellman (1951)
- La porta del mistero (Remains to be Seen), regia di Don Weis (1953)
- L'assedio delle sette frecce (Escape from Fort Bravo), regia di John Sturges (1953)
- Senza scampo (Rogue Cop), regia di Roy Rowland (1954)
- Il fidanzato di tutte (The Tender Trap), regia di Charles Walters (1955)
- Il ricatto più vile (Ransom!), regia di Alex Segal (1956)
- Quegli anni selvaggi (These Wilder Years), regia di Roy Rowland (1956)
- Le ali delle aquile (The Wing of Eagles), regia di John Ford (1957)
- L'arma della gloria (Gun Glory), regia di Roy Rowland (1957)
- Il delinquente del rock and roll (Jailhouse Rock), regia di Richard Thorpe (1957)
- La legge del più forte (The Sheepman), regia di George Marshall (1958)
- L'alto prezzo dell'amore (The High Cost of Loving), regia di José Ferrer (1958)
- Il dominatore di Chicago (Party Girl), regia di Nicholas Ray (1958)
- Il gioco dell'amore (The Mating Game), regia di George Marshall (1959)
- Tutte le ragazze lo sanno (Ask Any Girl), regia di Charles Walters (1959)
- Cominciò con un bacio (It Started with a Kiss), regia di George Marshall (1959)
- Gazebo (The Gazebo), regia di George Marshall (1959)
- I giovani cannibali (All the Fine Young Cannibals), regia di Michael Anderson (1960)
- Testa o croce (The George Raft Story), regia di Joseph M. Newman (1961)
- Pugno proibito (Kid Galahad), regia di Phil Karlson (1962)
- Gli indomabili dell'Arizona (The Rounders), regia di Burt Kennedy (1965)
- Fermi tutti, cominciamo daccapo! (Double Trouble), regia di Norman Taurog (1967)
- Miliardario... ma bagnino (Clambake), regia di Arthur H. Nadel (1967)
- L'ultimo colpo in canna (Day of the Evil Gun), regia di Jerry Thorpe (1968)
- A tutto gas (Speedway), regia di Norman Taurog (1968)
- Il dito più veloce del West (Support Your Local Sheriff!), regia di Burt Kennedy (1969)
- Dingus, quello sporco individuo (Dirty Dingus Magee), regia di Burt Kennedy (1970)

### Televisione
- Bachelor Father – serie TV, 12 episodi (1958-1959)
- The George Burns Show – serie TV, 3 episodi (1958-1959)
- Ai confini della realtà (The Twilight Zone) – serie TV, 2 episodi (1960-1964)
- Io e i miei tre figli (My Three Sons) – serie TV, 14 episodi (1961-1968)
- The Lieutenant – serie TV, 26 episodi (1963-1964)
- Per favore non mangiate le margherite (Please Don't Eat the Daisies) – serie TV, 58 episodi (1965-1967)
- Tre nipoti e un maggiordomo (Family Affair) – serie TV, 5 episodi (1967-1968)
- Giulia (Julia) – serie TV, 78 episodi (1968-1971)
- Jimmy Stewart Show (The Jimmy Stewart Show) – serie TV, 24 episodi (1971-1972)
- Kate Bliss and the Ticker Tape Kid, regia di Burt Kennedy – film TV (1978)
- The Wild Wild West Revisited, regia di Burt Kennedy – film TV (1979)
- More Wild Wild West, regia di Burt Kennedy – film TV (1980)